# تشيني بلاغ (عباس الغربي)
تشیني بلاغ (بالفارسية: چینی‌بلاغ) هي مستوطنة تقع في إيران في قسم عباس الغربي الريفي.